# Artau de Cardona i de Ventimiglia
Artau de Cardona i de Ventimiglia (?, ?). Almirall, Gran Conestable del Regne de Sicília

## Antecedents familiars
Fill de Pere de Cardona i de Villena i d'Elvira de Ventimiglia.

## Núpcies i descendents
Es casà el 1456 amb Maria de Ventimiglia, baronessa de Pettineo amb una dot de 10.000 florins d'or, amb la que van tenir set fills.
- Hug de Cardona i de Ventimiglia, morí en el setge de Gaeta[2] del 1502.
- Antoni de Cardona i de Ventimiglia.
- Elionor de Cardona i Ventimiglia, se l'identifica com a Juana Leonor de Castella Veintemilla, baronessa de Riessi, casada amb Joan de Calcena.
- Pere de Cardona i Ventimiglia, net d'Enric de Ventimiglia, gran camarlenc del Regne de Sicília, comte de Golisano, morí en la batalla de Bicoca el 1522, va tenir un fill de nom Artau i dues filles anomenades Diana Folc de Cardona i Antonia de Cardona.
- Beatriu de Cardona i Ventimiglia.
- Hipòlita de Cardona i Ventimiglia, es casà amb Alfons d'Ávalos, marquès del Vasto, cosí d'en Francesc Ferran d'Ávalos marquès de Pescara.
- Joan de Cardona i Ventimiglia, comte d'Avellino i Collesano, i capità de l'exèrcit que lluità a la Romanya, es casà amb Anna de Vilamarí. Morí en batalla.